# 므완자주

므완자 주의 위치

므완자주(Mwanza)는 탄자니아 북부에 위치한 주로, 주도는 므완자이며 면적은 19,592km2, 인구는 2,942,148명(2002년 기준)이다. 서쪽으로는 카게라 주, 남쪽으로는 시니앙가 주, 동쪽으로는 마라 주와 인접해 있으며 북쪽으로는 빅토리아호와 맞닿아 있다.